# Wöllstadt
Wöllstadt är en kommun i Wetteraukreis i Regierungsbezirk Darmstadt i förbundslandet Hessen i Tyskland. Kommunen bildades 1 augusti 1972 genom en sammanslagning av de tidigare kommunerna Nieder-Wöllstadt och Ober-Wöllstadt.